# Tang Disheng
Tang Disheng (vereenvoudigd Chinees: 唐涤生; traditioneel Chinees: 唐滌生; pinyin: Táng Díshēng) (Mudanjiang, 18 juni 1917 - Hongkong, 15 september 1959) (jiaxiang: Guangdong, Zhongshan, Tangjiawan) was een beroemde Kantonese scenarioscrhrijver voor Kantonese opera en had een belangrijke bijdrage geleverd aan de regionale filmindustrie.
Hij groeide op in Zhongshan en ging naar de Sun Zhongshan middelbare school van het dorp Cuiheng. Na zijn diploma gehaald te hebben, ging hij naar de artistieke lyceum van Shanghai. In de zomer van 1937 vielen Japanners de stad binnen en hij moest vluchtten naar Guangzhou. Een jaar later verhuisde hij naar Hongkong. Daar schreef hij zijn eerste Kantonese operastuk, Gong sing gaai jyu faa (江城解語花). Hij overleed op 41-jarige leeftijd aan een beroerte in het ziekenhuis.
Beroemde Kantonese operastukken die hij onder andere schreef:
- Luk jyut syut/六月雪
- Dai neoi faa/帝女花
- Zi caai gei/紫釵記
- Baak tou wui/白兔會
- Sai lau co mung/西樓錯夢
- Gau tin jyun neoi/九天玄女
- Zoi sai hung mui gei/再世紅梅記
- Soeng sin baai jyut ting/雙仙拜月亭
- Maau daan ting ging mung/牡丹亭驚夢
- Jat nin jat dou jin gwai loi/一年一度燕歸來

- Gemeinsame Normdatei: 140502793
- International Standard Name Identifier: 0000 0000 7889 6098
- Library of Congress Control Number: n86117973
- MusicBrainz: bdfe6749-9275-48a3-9f43-c541374005c5
- Nationale Bibliotheek van Israël: 987008553676605171
- Nederlandse Thesaurus van Auteursnamen: 371086965
- Système universitaire de documentation: 234619058
- Virtual International Authority File: 13797053
- WorldCat: E39PBJt8hHvgG9jmdPQ9GHXmVC